# در آستانه
در آستانه عنوان مجموعه‌شعری است از احمد شاملو، شاعر معاصر ایرانی.
این مجموعه که بر اساس یکی از اشعار درون مجموعه نام‌گذاری شده است از زیباترین آثار شاملو به شمار می‌رود. از شعرهای دیگر این کتاب می‌توان به «قصه مردی که لب نداشت»، «میلاد»، «طرح بارانی»، «طرح‌های زمستانی»، «ببر»، «گدایان بیابانی»، «بوسه»، «جوشان از خشم»، «قفس قفس این قفس...» و «سِفْر شُهود» اشاره کرد.

## اشعار کتاب
شعر «در آستانه» در تاریخ ۲۹ آبانِ ۱۳۷۱ سروده شده است.
| نام شعر                     | تاریخ شعر        | تقدیم به                         |
| --------------------------- | ---------------- | -------------------------------- |
| حکایت                       | ۶ فروردین ۱۳۶۴   |                                  |
| هاسمیک                      | آذر ۱۳۶۸         | با آیدا در ستایش بانوی «مادر»    |
| ‫ظلمات مطلق نابینایی         | ۱ مهر ۱۳۷۰       | به ایرج کابلی                    |
| حجم قیرین نه‌در کجایی...     | ۱ مهر ۱۳۷۰       | به واحد اسکندری                  |
| در پیچیده به خویش           | ۱ مهر ۱۳۷۰       | به زرین‌تاج و نورالدین سالمی      |
| طبیعت بی‌جان                 | ۱ مهر ۱۳۷۰       | به میترا اسپهبد                  |
| در آستانه                   | ۲۹ آبان ۱۳۷۱     |                                  |
| آن روز در این وادی...       | ۷ فروردین ۱۳۷۲   | به یاد زنده‌ی جاودان، مرتضی کیوان |
| خاطره                       | ۱۲ شهریور ۱۳۷۲   |                                  |
| بر کدام جنازه زار می‌زند...؟ | ۱۸ شهریور ۱۳۷۲   |                                  |
| ما نیز...                   | ۲۲ مهر ۱۳۷۲      | به محمد جواد گلبن                |
| قناری گفت...                | ۱۳۷۳             | به هوشنگ گلشیری                  |
| یکی کودک بودن...            | ۲۶ فروردین ۱۳۷۳  | به ایسای شاعر                    |
| ترانه                       | تیر ۱۳۷۳         |                                  |
| سفر شهود                    | ۷ دی ۱۳۷۳        |                                  |
| قفس این قفس...              | ۲۲ فروردین ۱۳۷۴  |                                  |
| چونان از خشم...             | ۱۱ اردیبهشت ۱۳۷۴ |                                  |
| بوسه                        | ۱۵ خرداد ۱۳۷۴    |                                  |
| گدایان بیابانی              | ۲۸ مرداد ۱۳۷۴    |                                  |
| ببر                         | ۱۷ آذر ۱۳۷۵      |                                  |
| طرح‌های زمستانی - بند یک     | ۲۱ بهمن ۱۳۷۵     |                                  |
| طرح‌های زمستانی - بند دو     | ۳۱ بهمن ۱۳۷۵     |                                  |
| طرح بارانی                  | ۲۸ فروردین ۱۳۷۶  | به جمشید لطفی منطق لطیف شادی     |
| میلاد                       | ۵ اردیبهشت ۱۳۷۶  |                                  |
| قصه‌ی مردی که لب نداشت       | تابستان ۱۳۳۸     |                                  |